# Emmanuel Villanis
Emmanuel Villanis (Lille, 12 de diciembre de 1858 - París, 28 de agosto de 1914) fue un escultor francés de origen italiano asociado al movimiento Art nouveau.
Alumno de la Academia de Bellas Artes Albertina de Turín. Uno de sus profesores fue Odeoardo Tabacchi. 
Tras su regreso de Turín, Villanis se instala en Montmartre en 1885, un barrio de París que no abandonará nunca más. Fue uno de los artistas escultores más productivos a lo largo del final del siglo XIX. Artista de su tiempo, realizó esculturas de heroínas de la ópera, la literatura o de la mitología . Sus bustos de mujer en bronce , fundidos por la Société des Bronzes de Paris, fueron exportados desde París a todo el mundo, particularmente a los Estados Unidos. 
Hoy en día sus esculturas pueden ser en contradas regularmente en las subastas.

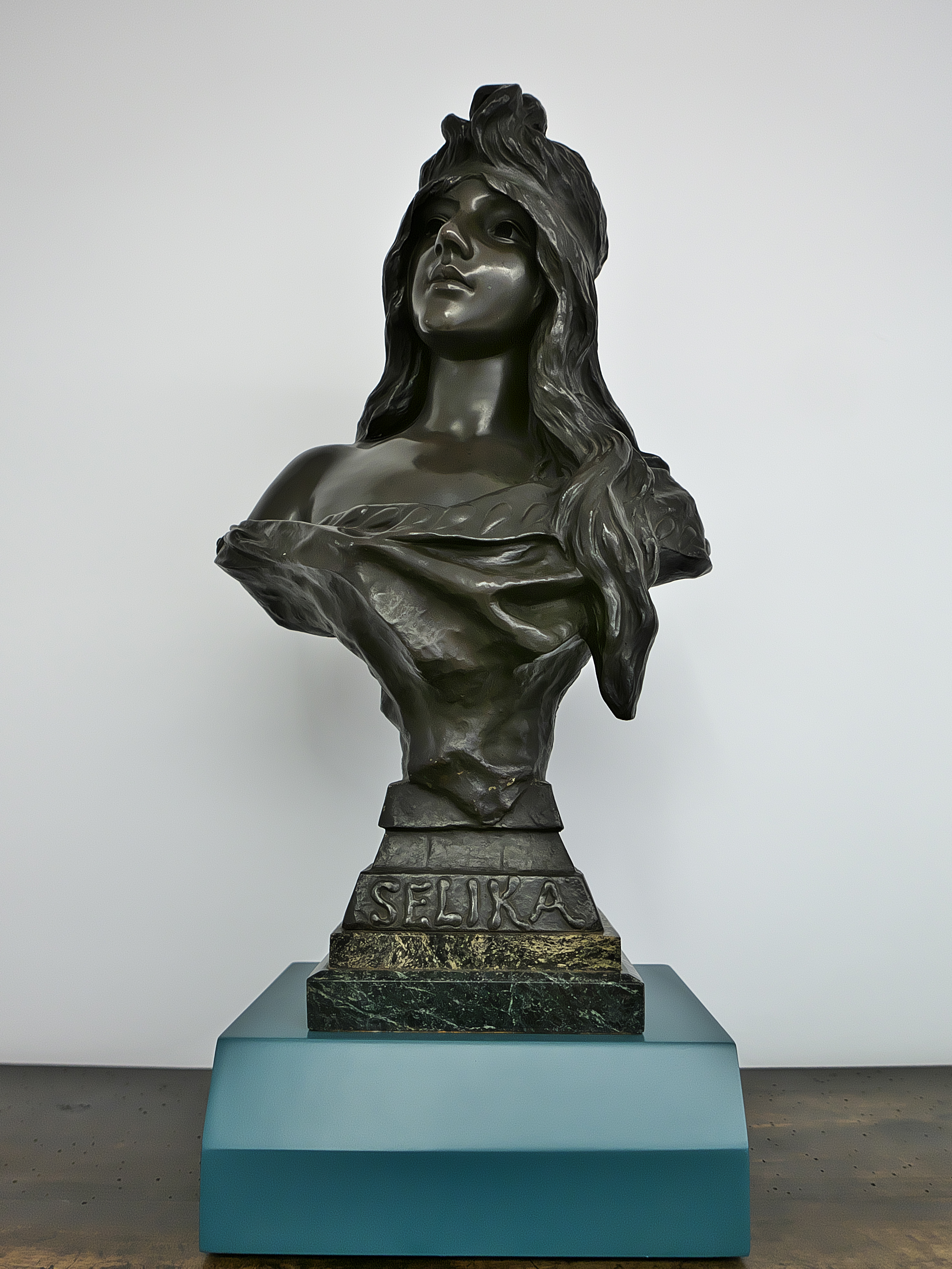
Selika, Museo Bellver